# Хватов, Василий Васильевич
Василий Васильевич Хва́тов (1891—1975) — советский дирижёр и композитор. Народный артист РСФСР (1957). Лауреат Сталинской премии первой степени (1952). Член КПСС с 1952 года.

## Биография
В. В. Хватов родился 29 июня (11 июля) 1891 года в деревне Любава (ныне Рязанская область). В 1921—1923 годах учился в Ростовской консерватории по классу балалайки. С 1911 года артист ОРНИ под руководством Н. И. Привалова (Санкт-Петербург), с 1926 года руководитель музыкальных коллективов художественной самодеятельности в Москве, с 1932 года солист ансамбля народных инструментов Всесоюзного радио, с 1936 года — ГАРНХ имени М. Е. Пятницкого (в 1938—1958 годах дирижёр и руководитель оркестра народных инструментов хора). Автор произведений для оркестра русских народных инструментов, сочинений для балалайки с оркестром. Обработал для оркестра ряд русских народных песен и плясок. Вёл педагогическую деятельность в оркестре. Составитель сборника «Воспоминания о В. Г. Захарове» (1967).
В. В. Хватов умер 5 апреля 1975 года. Похоронен в Москве на Хованском кладбище.

## Награды и премии
- заслуженный деятель искусств РСФСР (1949)
- народный артист РСФСР (1957)
- Сталинская премия первой степени (1952) — за концертно-исполнительскую деятельность всоставе ГАРНХ имени М. Е. Пятницкого
- орден Трудового Красного Знамени (11.1.1944) — за заслуги в деле пропаганды русской народной песни
- Орден «Знак Почёта» (15.06.1961)[1].
- медали